# 1621 en France
Chronologie de la France
- 1617
- 1618
- 1619
- 1620
- 1621
- 1622
- 1623
- 1624
- 1625

## Événements
- Hiver 1620-1621 très rigoureux[1]. Gelées d’oliviers en Provence dues à des coups de mistral[2].
- 10 février : prise de Privas par les réformés[3]. Début d'une révolte protestante menée par les ducs de Rohan et de Bouillon contre Louis XIII. Les protestants de moyenne Garonne et du haut Languedoc prennent les armes (1621-1622)[4].

- 2 avril : Albert de Luynes est nommé connétable de France[5].
- 18 avril :
  - Luynes et le roi marchent contre les protestants du midi (fin en novembre). Ils quittent Fontainebleau pour Saumur[6].
  - émeute anti-protestante à Tours[7].

- 11 mai : Louis XIII fait son entrée dans Saumur ; il suspend le gouverneur protestant Duplessis-Mornay pour trois mois et le remplace par le comte de Sault, petit-fils du maréchal de Lesdiguières[8].
- 27 mai : Louis XIII publie à Niort une déclaration en faveur des réformés qui reconnaîtraient son autorité et contre ceux qui obéiraient à l’assemblée de la Rochelle[7].
- 30 mai : siège de Saint-Jean-d’Angély défendue par Soubise[7].

- 25 juin : capitulation de Saint-Jean-d’Angély ; ses privilèges communaux sont abolis et ses fortifications sont rasées[7].
- 28 juin : prise de Pons par les troupes royales[9].
- Fin juin : blocus de La Rochelle par le duc d’Épernon[7].

- 9 juillet : prise de Nérac par le duc de Mayenne[7]. Reddition de Casteljaloux et soumission du duché d’Albret au roi[10].
- 11 juillet : le roi est à Castillon[10].
- 13 juillet : le roi entre à Bergerac[10].
- 23 juillet - 4 août : siège et prise de Clairac par l’armée royale[7].

- 10 août : le roi entre à Agen[10].
- 17 août : début du siège de Montauban[6].

- 26 septembre : l'annonce de la mort du duc de Mayenne pendant le siège de Montauban déclenche une violente émeute populaire contre les protestants de Paris. Le temple de Charenton est incendié et les fidèles molestés[11].

- 10 novembre : échec de Luynes devant Montauban contre les protestants[6]. Il meurt avant d’être disgracié (15 décembre[5]).

- 12 décembre : reddition de Monheurt, dont la population est massacrée par les troupes royales[9].
- 15 décembre : mort du connétable de Luynes[5]. Richelieu devient le ministre le plus influent. Marie de Médicis se réconcilie avec le roi grâce à son protégé.
- 24 décembre : Méry de Vic devient garde des sceaux de France (fin en 1622)[12].

- Peste dans la France méridionale et en Catalogne[13].